# Корпускулярия
Корпускулярия (лат. Corpuscularia) — род суккулентных растений семейства Аизовые (Aizoaceae), подсемейства Ruschioideae, естественно произрастающий на территории Капской провинции Южно-Африканской Республики, от Порт-Элизабет до Грэхэмстауна.

## Название
Родовое латинское (научное) название Corpuscularia происходит от латинских слов corpusculum, — «маленькое тело», и суффикса -arius, — «обладание». Название дано в связи с характерными твёрдыми, плотными листьями.

## Ботаническое описание
Представители рода — невысокие кустарники, иногда со свисающими ветвями. Листья остро-треугольные в поперечном сечении, стороны +/- параллельные, с крошечными заострёнными кончиками, гладкие и твёрдые по текстуре, от бледно-зелёных до голубовато-зелёных.
Цветки одиночные, на коротких цветоножках, крупные, от белого до бледно-розоватого или кремового цвета; прицветники листовидные. Чашелистиков в количестве 6 штук, твёрдые. Лепестки длинные и узкие, жёсткие, белые. Тычинки прямостоячие, редко опушённые; стаминодий мало. Нектарник из 6 отдельных, но почти соприкасающихся железок. Яичник: плацента париетальная; рыльцев 6. Плод — 6-гнездная коробочка, схожая с плодами рода Delosperma; крепкие, беловатые, не закрывающиеся полностью после первого открытия. Семена грушевидные, почти гладкие.

## Таксономия

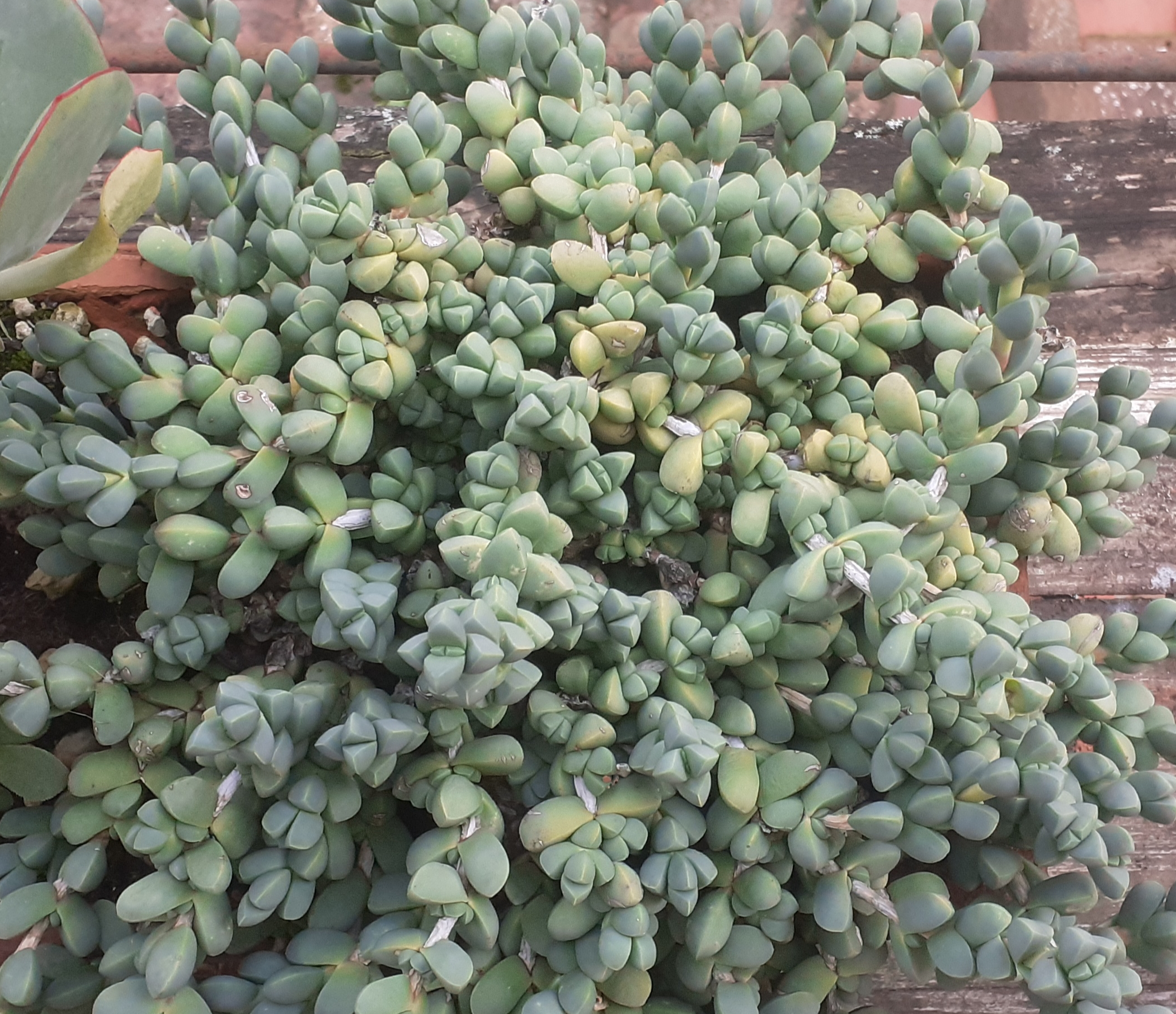
Corpuscularia appressa

Corpuscularia Schwantes, первое упоминание в Z. Sukkulentenk. 2: 185. (1926).

### Синонимы
- Schonlandia L.Bolus

### Виды
Согласно данным сайта WFO Plantlist на июнь 2023 года, род состоит из 8 видов:
- Corpuscularia angustifolia (L.Bolus) H.E.K.Hartmann
- Corpuscularia angustipetala (Lavis) H.E.K.Hartmann
- Corpuscularia appressa (L.Bolus) H.E.K.Hartmann
- Corpuscularia britteniae (L.Bolus) H.E.K.Hartmann
- Corpuscularia cymbiformis (Haw.) Schwantes
- Corpuscularia gracillima (L.Bolus) Niederle
- Corpuscularia lehmannii (Eckl. & Zeyh.) Schwantes typus
- Corpuscularia taylorii (N.E.Br.) Schwantes — Корпускулярия Тэйлора